# Saison 2020-2021 de l'Union sportive carcassonnaise XV
Cette page présente la saison 2020-2021 de l'Union sportive carcassonnaise en Pro D2.

## Entraîneurs
- Christian Labit
- Mathieu Cidre
- Julien Seron

## Effectif professionnel
| Nom                       | Poste     | Naissance          | Nationalité sportive | International | Dernier club                  | Arrivée au club (année) |
| ------------------------- | --------- | ------------------ | -------------------- | ------------- | ----------------------------- | ----------------------- |
| Andrei Ursache            | Pilier    | 10 mai 1984        | Roumanie             |               | RC Steaua Bucarest            | 2012                    |
| Romain Favaretto          | Pilier    | 11 juillet 1999    | France               | -             | Formé au club                 | 2019                    |
| Julien Facundo            | Pilier    | 26 mars 1986       | France               | -             | US Montauban                  | 2019                    |
| Alexandre Dardet          | Pilier    | 30 janvier 1993    | France               | -             | FC Grenoble                   | 2019                    |
| Aurélien Azar             | Pilier    | 19 juin 1994       | France               | -             | SO Chambéry                   | 2019                    |
| Xérom Civil               | Pilier    | 2 avril 1994       | Espagne              |               | SU Agen                       | 2019                    |
| Alexandre Duny            | Pilier    | 21 septembre 1993  | France               |               | Stado Tarbes PR               | 2020                    |
| Thierry Futeu             | Pilier    | 23 juin 1995       | Espagne              | Espagne       | Stade français                | 2020                    |
| Maxime Castant            | Talonneur | 2 octobre 1990     | France               | -             | Formé au club                 | 2015                    |
| Thomas Sauveterre         | Talonneur | 10 mai 1993        | France               |               | Montpellier HR                | 2016                    |
| Raphaël Carbou            | Talonneur | 6                  | France               |               | USA Perpignan                 | 2020                    |
| Romain Manchia            | 2e ligne  | 3 novembre 1991    | France               |               | RC Narbonne                   | 2018                    |
| Claude Dry                | 2e ligne  | 29 octobre 1985    | Afrique du Sud       | -             | US Montauban                  | 2019                    |
| Rynard Landman            | 2e ligne  | 24 juillet 1986    | Afrique du Sud       | -             | Soyaux Angoulême XV           | 2019                    |
| Christiaan van der Merwe  | 2e ligne  | 9 septembre 1996   | Afrique du Sud       | -             | SU Agen                       | 2019                    |
| Joël Koffi                | 3e ligne  | 7 novembre 1984    | France               | -             | US Montauban                  | 2010                    |
| Clément Doumenc           | 3e ligne  | 1er avril 1997     | France               | -             | Formé au club                 | 2016                    |
| Bakary Meïté              | 3e ligne  | 30 septembre 1983  | Côte d'Ivoire        |               | Stade français Paris          | 2018                    |
| Darrel Dyer               | 3e ligne  | 1er novembre 1992  | Angleterre           |               | Hartpury University RFC       | 2018                    |
| Pierre Huguet             | 3e ligne  | 5 novembre 1995    | France               |               | US Dax                        | 2018                    |
| James Connolly            | 3e ligne  | 19 avril 1993      | Irlande              |               | Nottingham RFC                | 2020                    |
| Tiuke Mahoni              | 3e ligne  | 23 août 1997       | Nouvelle-Zélande     |               | Aviron bayonnais              | 2020                    |
| Damien Anon               | Mêlée     | 6 juillet 1995     | France               | -             | Racing 92                     | 2017                    |
| Martin Page-Relo          | Mêlée     | 6 janvier 1999     | France               | -             | Stade toulousain              | 2020                    |
| Gaëtan Pichon             | Mêlée     | 9 juin 1998        | France               | -             | USA Perpignan                 | 2020                    |
| Romuald Séguy             | Ouverture | 5 février 1996     | France               | -             | Stade montois                 | 2019                    |
| Lucas Méret               | Ouverture | 30 janvier 1995    | France               |               | Union Bordeaux Bègles         | 2020                    |
| Baptiste Mouchous         | Ouverture | 19 octobre 1998    | France               |               | Stade toulousain              | 2020                    |
| Steven McMahon            | Centre    | 19 mars 1995       | Irlande              | -             | Munster Rugby                 | 2017                    |
| José Lima                 | Centre    | 24 avril 1992      | Portugal             |               | Marist Brothers Old Boys RFC  | 2018                    |
| Sébastien Giorgis         | Centre    | 9 novembre 1994    | France               | -             | RC Narbonne                   | 2018                    |
| Félix Le Bourhis          | Centre    | 7 avril 1988       | France               |               | CA Brive                      | 2019                    |
| Julien Rey                | Centre    | 1er septembre 1986 | France               |               | Union Bordeaux Bègles         | 2019                    |
| Joachim Parisot de Bayard | Centre    | 1er septembre 2000 | France               |               | RO védasien - Mosson Coulazou | 2020                    |
| Guillaume Martocq         | Centre    | 23 août 1999       | France               |               | Aviron bayonnais              | 2020                    |
| Deion Mikesell            | Ailier    | 7 janvier 1997     | États-Unis           |               | New England Free Jacks        | 2020                    |
| Levi Milford              | Ailier    | 18 janvier 2001    | Australie            |               | Formé au club                 | 2020                    |
| Martin Dulon              | Ailier    | 18 janvier 2001    | France               |               | Union Bordeaux Bègles         | 2020                    |
| Benoît Jasmin             | Arrière   | 29 mai 1991        | France               | -             | FC Grenoble                   | 2018                    |
| Maxime Gianet             | Arrière   | 26 avril 2000      | France               | -             | Formé au club                 | 2020                    |

## Calendrier et résultats
| - US Carcassonne - Oyonnax rugby : 27 - 30 - Valence Romans DR - US Carcassonne : 32 - 24 - US Carcassonne - USA Perpignan : 23 - 26 - Biarritz olympique - US Carcassonne : 37 - 10 - Rouen NR - US Carcassonne : 13 - 21 - Soyaux Angoulême XV - US Carcassonne : 8 - 21 - US Carcassonne - Provence rugby : 30-31 - US Carcassonne - Colomiers rugby : 24-22 - USO Nevers - US Carcassonne : 34 - 22 - US Carcassonne - FC Grenoble : 16-12 - Stade aurillacois - US Carcassonne : 23 - 6 - US Carcassonne - RC Vannes : 6-6 - AS Béziers - US Carcassonne : 28 - 17 - US Carcassonne - Stade montois : 17-16 - US Montauban - US Carcassonne : 10-40 | - Oyonnax rugby - US Carcassonne : 30 - 6 - US Carcassonne - Valence Romans DR : 22-38 - USA Perpignan - US Carcassonne : 17 - 9 - US Carcassonne - Biarritz olympique : 25-10 - US Carcassonne - Rouen NR : 29-9 - US Carcassonne - Soyaux Angoulême XV : 34-32 - Provence rugby - US Carcassonne : 18-34 - Colomiers rugby - US Carcassonne : 37 - 13 - US Carcassonne - USO Nevers : 59-5 - FC Grenoble - US Carcassonne : 34-11 - US Carcassonne - Stade aurillacois : 15-14 - RC Vannes - US Carcassonne : 22-15 - US Carcassonne - AS Béziers : 31-28 - Stade montois - US Carcassonne : 26 -23 - US Carcassonne - US Montauban : 23-17 |

### Classement de la saison régulière
| Rang | Club                | J  | V  | N | D  | Bo | Bd | Pm  | Pe  | Diff | Pts |
| ---- | ------------------- | -- | -- | - | -- | -- | -- | --- | --- | ---- | --- |
| 1    | USA Perpignan       | 30 | 24 | 1 | 5  | 7  | 2  | 821 | 504 | +317 | 107 |
| 2    | RC Vannes           | 30 | 21 | 2 | 7  | 8  | 3  | 722 | 513 | +209 | 99  |
| 3    | Biarritz olympique  | 30 | 19 | 2 | 9  | 6  | 5  | 700 | 578 | +122 | 91  |
| 4    | Oyonnax Rugby       | 30 | 18 | 2 | 10 | 5  | 1  | 808 | 657 | +151 | 82  |
| 5    | FC Grenoble         | 30 | 16 | 1 | 13 | 4  | 5  | 666 | 594 | +72  | 75  |
| 6    | Colomiers Rugby     | 29 | 16 | 1 | 12 | 2  | 6  | 617 | 587 | +30  | 74  |
| 7    | USO Nevers          | 30 | 13 | 1 | 16 | 5  | 6  | 650 | 652 | -2   | 65  |
| 8    | US Carcassonne      | 30 | 14 | 1 | 15 | 3  | 4  | 653 | 665 | -12  | 65  |
| 9    | US Montauban        | 30 | 14 | 1 | 15 | 0  | 2  | 627 | 762 | -135 | 60  |
| 10   | Stade aurillacois   | 30 | 12 | 1 | 17 | 2  | 6  | 557 | 585 | -28  | 58  |
| 11   | Stade montois       | 29 | 11 | 3 | 15 | 2  | 4  | 550 | 662 | -112 | 56  |
| 12   | AS Béziers          | 30 | 10 | 1 | 19 | 3  | 11 | 620 | 671 | -51  | 56  |
| 13   | Provence Rugby      | 30 | 11 | 2 | 17 | 1  | 6  | 622 | 743 | -121 | 55  |
| 14   | Rouen NR            | 30 | 11 | 1 | 18 | 1  | 7  | 552 | 605 | -53  | 54  |
| 15   | Valence Romans DR   | 30 | 9  | 3 | 18 | 1  | 6  | 647 | 804 | -157 | 49  |
| 16   | Soyaux Angoulême XV | 30 | 8  | 1 | 21 | 1  | 7  | 522 | 752 | -230 | 42  |

|  | Qualication pour les demi-finales (no 1, no 2) .          |
|  | Qualification pour les barrages (no 3, no 4, no 5, no 6). |
|  | Relégation en Nationale (no 15 et no 16).                 |

Attribution des points : victoire sur tapis vert : 5, victoire : 4, match nul : 2, défaite : 0, forfait : -2 ; plus les bonus (offensif : 3 essais de plus que l'adversaire ; défensif : défaite par 5 points d'écart ou moins; les deux bonus peuvent se cumuler).
Règles de classement :
1. points terrain (bonus compris) ; 2. points terrain obtenus dans les matchs entre équipes concernées ; 3. différence de points sur l'ensemble des matchs ; 4. différence de points dans les matchs entre équipes concernées ; 5. différence entre essais marqués et concédés dans les matchs entre équipes concernées ; 6. nombre de points marqués sur l'ensemble des matchs ; 7. différence entre essais marqués et concédés ; 8. nombre de forfaits n'ayant pas entraîné de forfait général ; 9. place la saison précédente.

## Statistiques

### Championnat de France
Meilleurs réalisateurs
| Rang | Joueur | Poste | Points | Essais | Transf. | Pén. | Drops |
| ---- | ------ | ----- | ------ | ------ | ------- | ---- | ----- |
| 1    | -      | -     | -      | -      | -       | -    | -     |
| 2    | -      | -     | -      | -      | -       | -    | -     |
| 3    | -      | -     | -      | -      | -       | -    | -     |
| 4    | -      | -     | -      | -      | -       | -    | -     |
| 5    | -      | -     | -      | -      | -       | -    | -     |

Meilleurs marqueurs
| Rang | Joueur | Poste | Essais |
| ---- | ------ | ----- | ------ |
| 1    | -      | -     | -      |
| 2    | -      | -     | -      |
| 3    | -      | -     | -      |
| 4    | -      | -     | -      |
| 5    | -      | -     | -      |